# Teleogryllus oceanicus
Teleogryllus oceanicus is een rechtvleugelig insect uit de familie krekels (Gryllidae). De wetenschappelijke naam van deze soort is voor het eerst geldig gepubliceerd in 1841 door Le Guillou.